# Record francesi del nuoto
I record francesi del nuoto sono i tempi più veloci mai nuotati in una competizione da un nuotatore rappresentante la Francia.
(Dati aggiornati al 18 giugno 2025)

## Vasca lunga (50m)

### Uomini
| Gara                     | Tempo    | +               | Atleta                                                                                              | Data           | Evento              | Luogo                  | Ref    |
| ------------------------ | -------- | --------------- | --------------------------------------------------------------------------------------------------- | -------------- | ------------------- | ---------------------- | ------ |
| Stile libero             |          |                 | |                |                     |                        |        |
| 50 m                     | 20"94    | Record europeo  | Frédérick Bousquet                                                                                  | 26 aprile 2009 | Campionati francesi | Montpellier, Francia   | [ 1 ]  |
| 100 m                    | 46"94    | sf              | Alain Bernard                                                                                       | 23 aprile 2009 | Campionati francesi | Montpellier, Francia   | [ 2 ]  |
| 200 m                    | 1'43"14  |                 | Yannick Agnel                                                                                       | 30 luglio 2012 | Giochi olimpici     | Londra, Regno Unito    | [ 3 ]  |
| 400 m                    | 3'43"85  |                 | Yannick Agnel                                                                                       | 23 marzo 2011  | Campionati francesi | Strasburgo, Francia    | [ 4 ]  |
| 800 m                    | 7'42"08  |                 | David Aubry                                                                                         | 24 luglio 2019 | Campionati mondiali | Gwangju, Corea del Sud |        |
| 1500 m                   | 14'44"66 |                 | David Aubry                                                                                         | 4 agosto 2024  | Giochi olimpici     | Parigi, Francia        |        |
| Dorso                    |          |                 | |                |                     |                        |        |
| 50 m                     | 24"07    |                 | Camille Lacourt                                                                                     | 12 agosto 2010 | Campionati europei  | Budapest, Ungheria     | [ 5 ]  |
| 100 m                    | 52"11    |                 | Camille Lacourt                                                                                     | 10 agosto 2010 | Campionati europei  | Budapest, Ungheria     | [ 6 ]  |
| 200 m                    | 1'55"38  |                 | Mewen Tomac                                                                                         | 1 agosto 2024  | Giochi olimpici     | Parigi, Francia        | [ 7 ]  |
| Rana                     |          |                 | |                |                     |                        |        |
| 50 m                     | 27"02    |                 | Antoine Viquerat                                                                                    | 17 giugno 2025 | Campionati francesi | Montpellier, Francia   |        |
| 100 m                    | 58"64    |                 | Hugues Duboscq                                                                                      | 27 luglio 2009 | Campionati mondiali | Roma, Italia           | [ 8 ]  |
| 200 m                    | 2'05"85  | Record europeo  | Léon Marchand                                                                                       | 31 luglio 2024 | Giochi olimpici     | Parigi, Francia        |        |
| Farfalla                 |          |                 | |                |                     |                        |        |
| 50 m                     | 22"61    | sf              | Maxime Grousset                                                                                     | 27 luglio 2025 | Campionati mondiali | Singapore, Singapore   |        |
| 100 m                    | 50"11    |                 | Maxime Grousset                                                                                     | 19 giugno 2025 | Campionati francesi | Montpellier, Francia   |        |
| 200 m                    | 1'51"21  |                 | Léon Marchand                                                                                       | 31 luglio 2024 | Giochi olimpici     | Parigi, Francia        |        |
| Misti                    |          |                 | |                |                     |                        |        |
| 200 m                    | 1'52"69  | sf              | Léon Marchand                                                                                       | 30 luglio 2025 | Campionati mondiali | Singapore, Singapore   |        |
| 400 m                    | 4'02"50  | Record mondiale | Léon Marchand                                                                                       | 23 luglio 2023 | Campionati mondiali | Fukuoka, Giappone      | [ 9 ]  |
| Staffette a stile libero |          |                 | |                |                     |                        |        |
| 4x100 m                  | 3'08"32  | Record europeo  | Amaury Leveaux (47"91) Fabien Gilot (47"05) Frédérick Bousquet (46"63) Alain Bernard (46"73)        | 11 agosto 2008 | Giochi olimpici     | Pechino, Cina          |        |
| 4x200 m                  | 7'02"77  |                 | Amaury Leveaux (1'46"70) Grégory Mallet (1'46"83) Clément Lefert (1'46"00) Yannick Agnel (1'43"24)  | 31 luglio 2012 | Giochi olimpici     | Londra, Regno Unito    | [ 10 ] |
| Staffetta mista          |          |                 | |                |                     |                        |        |
| 4x100 m                  | 3'28"38  |                 | Yohann Ndoye-Brouard (52"60) Léon Marchand (58"62) Maxime Grousset (49"57) Florent Manaudou (47"59) | 3 agosto 2024  | Giochi olimpici     | Parigi, Francia        |        |

Legenda:  - Record del mondo;  - Record europeo;

Record non ottenuti in finale: (b) - batteria; (sf) - semifinale; (s) - staffetta prima frazione.

### Donne
| Gara                     | Tempo    | +  | Atleta | Data             | Evento                       | Luogo                        | Ref    |
| ------------------------ | -------- | -- | --- | ---------------- | ---------------------------- | ---------------------------- | ------ |
| Stile libero             |          |    | |                  |                              |                              |        |
| 50 m                     | 24"34    | b  | Mélanie Henique                                                                                               | 12 dicembre 2020 | Campionati francesi          | Saint-Raphaël, Francia       |        |
| 100 m                    | 52"74    |    | Charlotte Bonnet                                                                                              | 26 maggio 2018   | Campionati francesi          | Saint-Raphaël, Francia       | [ 11 ] |
| 200 m                    | 1'54"66  |    | Camille Muffat                                                                                                | 6 giugno 2012    | Meeting Arena                | Canet-en-Roussillon, Francia | [ 12 ] |
| 400 m                    | 4'01"13  |    | Camille Muffat                                                                                                | 19 marzo 2012    | Campionati francesi          | Dunkerque, Francia           | [ 13 ] |
| 800 m                    | 8'18"80  |    | Laure Manaudou                                                                                                | 31 marzo 2007    | Campionati mondiali          | Melbourne, Australia         |        |
| 1500 m                   | 15'40"35 |    | Anastasija Kirpičnikova                                                                                       | 31 luglio 2024   | Giochi olimpici              | Parigi, Francia              | [ 14 ] |
| Dorso                    |          |    | |                  |                              |                              |        |
| 50 m                     | 27"27    |    | Analia Pigrée                                                                                                 | 14 agosto 2022   | Campionati europei           | Roma, Italia                 |        |
| 100 m                    | 58"79    |    | Emma Terebo                                                                                                   | 18 giugno 2024   | Campionati francesi          | Chartres, Francia            | [ 15 ] |
| 200 m                    | 2'06"64  |    | Laure Manaudou                                                                                                | 26 aprile 2008   | Campionati francesi          | Dunkerque, Francia           |        |
| Rana                     |          |    | |                  |                              |                              |        |
| 50 m                     | 30"82    |    | Charlotte Bonnet                                                                                              | 16 giugno 2023   | Campionati francesi          | Rennes, Francia              |        |
| 100 m                    | 1'07"30  |    | Charlotte Bonnet                                                                                              | 25 maggio 2024   | Meeting di Rennes            | Rennes, Francia              |        |
| 200 m                    | 2'25"12  | sf | Justine Delmas                                                                                                | 8 luglio 2021    | Campionati europei giovanili | Roma, Italia                 |        |
| Farfalla                 |          |    | |                  |                              |                              |        |
| 50 m                     | 25"17    |    | Mélanie Henique                                                                                               | 19 giugno 2021   | Campionati francesi          | Chartres, Francia            |        |
| 100 m                    | 56"14    |    | Marie Wattel                                                                                                  | 19 giugno 2022   | Campionati mondiali          | Budapest, Ungheria           |        |
| 200 m                    | 2'05"09  | sf | Aurore Mongel                                                                                                 | 29 luglio 2009   | Campionati mondiali          | Roma, Italia                 | [ 16 ] |
| Misti                    |          |    | |                  |                              |                              |        |
| 200 m                    | 2'09"37  |    | Camille Muffat                                                                                                | 26 aprile 2009   | Campionati francesi          | Montpellier, Francia         | [ 17 ] |
| 400 m                    | 4'34"17  |    | Fantine Lesaffre                                                                                              | 3 agosto 2018    | Campionati europei           | Glasgow, Regno Unito         | [ 18 ] |
| Staffette a stile libero |          |    | |                  |                              |                              |        |
| 4x100 m                  | 3'34"62  |    | Béryl Gastaldello (53"58) Marina Jehl (54"12) Albane Cachot (53"95) Marie Wattel (53"69)                      | 27 luglio 2025   | Campionati mondiali          | Singapore, Singapore         |        |
| 4x200 m                  | 7'47"49  |    | Camille Muffat(1'55"51) Charlotte Bonnet (1'57"78) Ophélie-Cyrielle Étienne (1'58"05) Coralie Balmy (1'56"15) | 1 agosto 2012    | Giochi olimpici              | Londra, Regno Unito          | [ 19 ] |
| Staffetta mista          |          |    | |                  |                              |                              |        |
| 4x100 m                  | 3'56"29  |    | Emma Terebo (59"00) Charlotte Bonnet (1'06"85) Marie Wattel (57"29) Béryl Gastaldello (53"15)                 | 3 agosto 2024    | Giochi olimpici              | Parigi, Francia              |        |

Legenda:  - Record del mondo;  - Record europeo;

Record non ottenuti in finale: (b) - batteria; (sf) - semifinale; (s) - staffetta prima frazione.

### Mista
| Gara                     | Tempo   | + | Atleta | Data           | Evento             | Luogo                | Ref    |
| ------------------------ | ------- | - | --- | -------------- | ------------------ | -------------------- | ------ |
| Staffetta a stile libero |         |   | |                |                    |                      |        |
| 4x100 m                  | 3'22"07 |   | Jérémy Stravius (48"41) Mehdy Metella (47"45) Marie Wattel (53"47) Charlotte Bonnet (52"34)                   | 8 agosto 2018  | Campionati europei | Glasgow, Regno Unito | [ 20 ] |
| 4x200 m                  | 7'29"25 |   | Hadrien Salvan (1'47"63) Wissam-Amazigh Yebba (1'46"53) Charlotte Bonnet (1'56"39) Lucile Tessariol (1'58"70) | 16 agosto 2022 | Campionati europei | Roma, Italia         |        |
| Staffetta mista          |         |   | |                |                    |                      |        |
| 4x100 m                  | 3'40"96 | b | Yohann Ndoye Brouard (52"80) Léon Marchand (58"66) Marie Wattel (56"44) Béryl Gastaldello (53"06)             | 3 agosto 2024  | Giochi olimpici    | Parigi, Francia      |        |

Legenda:  - Record del mondo;  - Record europeo;

Record non ottenuti in finale: (b) - batteria; (sf) - semifinale; (s) - staffetta prima frazione.

## Vasca corta (25m)

### Uomini
| Gara                     | Tempo    | +               | Atleta                                                                                                  | Data             | Evento                        | Luogo                      | Ref    |
| ------------------------ | -------- | --------------- | --- | ---------------- | ----------------------------- | -------------------------- | ------ |
| Stile libero             |          |                 | |                  |                               |                            |        |
| 50 m                     | 20"26    |                 | Florent Manaudou                                                                                        | 5 dicembre 2014  | Campionati mondiali           | Doha, Qatar                | [ 21 ] |
| 100 m                    | 44"94    | Record europeo  | Amaury Leveaux                                                                                          | 13 dicembre 2008 | Campionati europei            | Fiume, Croazia             | [ 22 ] |
| 200 m                    | 1'39"70  |                 | Yannick Agnel                                                                                           | 18 novembre 2012 | Campionati francesi           | Angers, Francia            | [ 23 ] |
| 400 m                    | 3'32"25  | Record mondiale | Yannick Agnel                                                                                           | 15 novembre 2012 | Campionati francesi           | Angers, Francia            | [ 24 ] |
| 800 m                    | 7'29"17  |                 | Yannick Agnel                                                                                           | 16 novembre 2012 | Campionati francesi           | Angers, Francia            | [ 25 ] |
| 1500 m                   | 14'19"62 |                 | Damien Joly                                                                                             | 13 dicembre 2022 | Campionati mondiali           | Melbourne, Australia       |        |
| Dorso                    |          |                 | |                  |                               |                            |        |
| 50 m                     | 22"22    |                 | Florent Manaudou                                                                                        | 6 dicembre 2014  | Campionati mondiali           | Doha, Qatar                | [ 26 ] |
| 100 m                    | 49"57    |                 | Jérémy Stravius                                                                                         | 7 dicembre 2013  | Campionati francesi           | Digione, Francia           | [ 27 ] |
| 200 m                    | 1'48"55  |                 | Mewen Tomac                                                                                             | 10 dicembre 2023 | Campionati europei            | Otopeni, Romania           |        |
| Rana                     |          |                 | |                  |                               |                            |        |
| 50 m                     | 26"11    |                 | Florent Manaudou                                                                                        | 22 novembre 2014 | Campionati francesi           | Montpellier, Francia       | [ 28 ] |
| 100 m                    | 56"78    |                 | Giacomo Perez-Dortona                                                                                   | 4 dicembre 2014  | Campionati mondiali           | Doha, Qatar                | [ 29 ] |
| 200 m                    | 2'02"99  |                 | Léon Marchand                                                                                           | 14 dicembre 2024 | Campionati mondiali           | Budapest, Ungheria         |        |
| Farfalla                 |          |                 | |                  |                               |                            |        |
| 50 m                     | 22"06    |                 | Maxime Grousset                                                                                         | 9 dicembre 2023  | Campionati europei            | Otopeni, Romania           |        |
| 100 m                    | 48"57    |                 | Maxime Grousset                                                                                         | 14 dicembre 2024 | Campionati mondiali           | Budapest, Ungheria         |        |
| 200 m                    | 1'50"73  |                 | Franck Esposito                                                                                         | 8 dicembre 2002  | Campionati francesi interclub | Antibes, Francia           | [ 30 ] |
| Misti                    |          |                 | |                  |                               |                            |        |
| 100 m                    | 49"92    | Record europeo  | Léon Marchand                                                                                           | 31 ottobre 2024  | Coppa del Mondo               | Singapore, Singapore       |        |
| 200 m                    | 1'48"88  | Record mondiale | Léon Marchand                                                                                           | 1 novembre 2024  | Coppa del Mondo               | Singapore, Singapore       |        |
| 400 m                    | 3'58"30  |                 | Léon Marchand                                                                                           | 26 ottobre 2024  | Coppa del Mondo               | Incheon, Corea del Sud     |        |
| Staffette a stile libero |          |                 | |                  |                               |                            |        |
| 4x50 m                   | 1'20"77  | [ 31 ]          | Alain Bernard (20"64) Fabien Gilot (20"33) Amaury Leveaux (19"93) Frédérick Bousquet (19"87)            | 14 dicembre 2008 | Campionati europei            | Fiume, Croazia             | [ 32 ] |
| 4x100 m                  | 3'03"78  |                 | Clément Mignon (47"05) Fabien Gilot (46"13) Florent Manaudou (44"80) Mehdy Metella (45"80)              | 3 dicembre 2014  | Campionati mondiali           | Doha, Qatar                | [ 33 ] |
| 4x200 m                  | 6'53"05  |                 | Yannick Agnel (1'41"95) Fabien Gilot (3'24"50) Clément Lefert (5'09"51) Jérémy Stravius (6'53"05)       | 16 dicembre 2010 | Campionati mondiali           | Dubai, Emirati Arabi Uniti | [ 34 ] |
| Staffette miste          |          |                 | |                  |                               |                            |        |
| 4x50 m                   | 1'31"25  |                 | Benjamin Stasiulis (23"41) Giacomo Perez-Dortona (25"74) Mehdy Metella (22"06) Florent Manaudou (20"04) | 4 dicembre 2014  | Campionati mondiali           | Doha, Qatar                | [ 35 ] |
| 4x100 m                  | 3'22"26  |                 | Florent Manaudou (50"35) Giacomo Perez-Dortona (57"00) Mehdy Metella (49"07) Clément Mignon (45"84)     | 7 dicembre 2014  | Campionati mondiali           | Doha, Qatar                | [ 36 ] |

Legenda:  - Record del mondo;  - Record europeo;

Record non ottenuti in finale: (b) - batteria; (sf) - semifinale; (s) - staffetta prima frazione.

### Donne
| Gara                     | Tempo    | +  | Atleta | Data             | Evento                        | Luogo                      | Ref    |
| ------------------------ | -------- | -- | --- | ---------------- | ----------------------------- | -------------------------- | ------ |
| Stile libero             |          |    | |                  |                               |                            |        |
| 50 m                     | 23"61    |    | Mélanie Henique                                                                                             | 10 novembre 2020 | International Swimming League | Budapest, Ungheria         |        |
| 100 m                    | 50"63    |    | Béryl Gastaldello                                                                                           | 12 dicembre 2024 | Campionati mondiali           | Budapest, Ungheria         |        |
| 200 m                    | 1'51"65  |    | Camille Muffat                                                                                              | 18 novembre 2012 | Campionati francesi           | Angers, Francia            | [ 23 ] |
| 400 m                    | 3'54"85  |    | Camille Muffat                                                                                              | 24 novembre 2012 | Campionati europei            | Chartres, Francia          | [ 37 ] |
| 800 m                    | 8'01"06  |    | Camille Muffat                                                                                              | 16 novembre 2012 | Campionati francesi           | Angers, Francia            | [ 25 ] |
| 1500 m                   | 15'20"12 |    | Anastasija Kirpičnikova                                                                                     | 8 dicembre 2023  | Campionati europei            | Otopeni, Romania           |        |
| Dorso                    |          |    | |                  |                               |                            |        |
| 50 m                     | 25"94    |    | Analia Pigrée                                                                                               | 13 dicembre 2024 | Campionati mondiali           | Budapest, Ungheria         |        |
| 100 m                    | 56"07    |    | Béryl Gastaldello                                                                                           | 2 novembre 2024  | Campionati francesi           | Montpellier, Francia       |        |
| 200 m                    | 2'01"67  |    | Alexianne Castel                                                                                            | 17 dicembre 2010 | Campionati mondiali           | Dubai, Emirati Arabi Uniti | [ 38 ] |
| Rana                     |          |    | |                  |                               |                            |        |
| 50 m                     | 29"98    |    | Charlotte Bonnet                                                                                            | 15 novembre 2018 | Campionati francesi           | Marsiglia, Francia         | [ 39 ] |
| 100 m                    | 1'05"03  |    | Charlotte Bonnet                                                                                            | 4 novembre 2022  | Campionati francesi           | Chartres, Francia          |        |
| 200 m                    | 2'20"64  |    | Charlotte Bonnet                                                                                            | 28 ottobre 2023  | Campionati francesi           | Angers, Francia            | [ 40 ] |
| Farfalla                 |          |    | |                  |                               |                            |        |
| 50 m                     | 24"43    |    | Béryl Gastaldello                                                                                           | 11 dicembre 2024 | Campionati mondiali           | Budapest, Ungheria         |        |
| 100 m                    | 55"05    | sf | Diane Bui Duyet                                                                                             | 12 dicembre 2009 | Campionati europei            | Istanbul, Turchia          | [ 41 ] |
| 200 m                    | 2'03"22  |    | Aurore Mongel                                                                                               | 10 dicembre 2009 | Campionati europei            | Istanbul, Turchia          | [ 42 ] |
| Misti                    |          |    | |                  |                               |                            |        |
| 100 m                    | 56"67    |    | Béryl Gastaldello                                                                                           | 13 dicembre 2024 | Campionati mondiali           | Budapest, Ungheria         |        |
| 200 m                    | 2'06"58  |    | Charlotte Bonnet                                                                                            | 9 dicembre 2023  | Campionati europei            | Otopeni, Romania           |        |
| 400 m                    | 4'26"41  |    | Fantine Lesaffre                                                                                            | 23 novembre 2019 | International Swimming League | Londra, Regno Unito        |        |
| Staffette a stile libero |          |    | |                  |                               |                            |        |
| 4x50 m                   | 1'35"21  |    | Béryl Gastaldello (23"85) Mélanie Henique (23"30) Léna Bousquin (24"40) Anna Santamans (23"66)              | 6 dicembre 2019  | Campionati europei            | Glasgow, Regno Unito       |        |
| 4x100 m                  | 3'34"84  | b  | Anna Santamans (53"49) Marie Wattel (53"82) Mathilde Cini (54"47) Mélanie Henique (53"06)                   | 6 dicembre 2016  | Campionati mondiali           | Windsor, Canada            | [ 43 ] |
| 4x200 m                  | 7'38"33  |    | Camille Muffat (1'53"17) Coralie Balmy (1'53"71) Mylène Lazare (1'56"24) Ophélie-Cyrielle Étienne (1'55"21) | 15 dicembre 2010 | Campionati mondiali           | Dubai, Emirati Arabi Uniti | [ 44 ] |
| Staffette miste          |          |    | |                  |                               |                            |        |
| 4x50 m                   | 1'43"96  |    | Analia Pigrée (26"30) Charlotte Bonnet (29"64) Mélanie Henique (24"78) Béryl Gastaldello (23"24)            | 17 dicembre 2022 | Campionati mondiali           | Melbourne, Australia       |        |
| 4x100 m                  | 3'50"28  |    | Pauline Mahieu (57"22) Charlotte Bonnet (1'04"12) Béryl Gastaldello (56"20) Mary-Ambre Moluh (52"74)        | 18 dicembre 2022 | Campionati mondiali           | Melbourne, Australia       |        |

Legenda:  - Record del mondo;  - Record europeo;

Record non ottenuti in finale: (b) - batteria; (sf) - semifinale; (s) - staffetta prima frazione.

### Mista
| Gara                     | Tempo   | +               | Atleta                                                                                             | Data             | Evento              | Luogo                | Ref |
| ------------------------ | ------- | --------------- | -------------------------------------------------------------------------------------------------- | ---------------- | ------------------- | -------------------- | --- |
| Staffetta a stile libero |         |                 | |                  |                     |                      |     |
| 4x50 m                   | 1'27"33 | Record mondiale | Maxime Grousset (20"92) Florent Manaudou (20"26) Béryl Gastaldello (23"00) Mélanie Henique (23"15) | 16 dicembre 2022 | Campionati mondiali | Melbourne, Australia |     |
| Staffetta mista          |         |                 | |                  |                     |                      |     |
| 4x50 m                   | 1'37"14 |                 | Mewen Tomac (22"83) Florent Manaudou (25"70) Béryl Gastaldello (24"92) Charlotte Bonnet (23"69)    | 10 dicembre 2023 | Campionati europei  | Otopeni, Romania     |     |

Legenda:  - Record del mondo;  - Record europeo;

Record non ottenuti in finale: (b) - batteria; (sf) - semifinale; (s) - staffetta prima frazione.